# Димитрис Христофијас
Димитрис Христофијас (грч. Δημήτρης Χριστόφιας; Дикамо, 29. август 1946 — 21. јун 2019) био је левичарски грчки политичар са Кипра и шести председник Републике Кипар од 2008. до 2013. године.. Христофијас је до 2009. био генерални секретар Напредне партије радног народа и први и до сада једини комунистички шеф једне државе чланице ЕУ. Победио је на изборима 2008. у другом кругу где се надметао са кандидатом Демократске странке Јоанисом Касулидисом. У кампањи је обећао да ће обновити преговоре са Турцима како би дошло до решења кипарског проблема и поновног уједињења острва. Такође је подржао затварање британских база на Кипру Акротири и Декелија.